# ميغيل سالازار
ميغيل سالازار (بالإسبانية: Miguel Salazar)‏ (28 يوليو 1994 بولاية غواناخواتو في المكسيك - ) هو لاعب كرة قدم مكسيكي في مركز الوسط.

## وصلات خارجية
- ميغيل سالازار على موقع قاعدة بيانات كرة القدم.إي يو (الإنجليزية)